# 孔铉佑
孔铉佑（中国朝鲜语：／，1959年7月—），黑龙江人，朝鲜族，中华人民共和国外交官，曾任中国驻越南大使和驻日本大使。

## 生平
原为黑龙江省林业勘察设计局工人。1979年进入上海外国语学院日阿语系日语专业学习。1983年，进入外交学院一系外交学专业学习。1985年，成为中国驻大阪总领事馆职员、领事随员，其后历任外交部亚洲司三秘、副处长、驻日本大使馆二秘、一秘、外交部亚洲司一秘、处长等职。2000年，任河南省开封市市长助理。2002年，任外交部政策研究室参赞。2003年，任外交部亚洲司副司长。2005年，任驻日本大使馆公使銜參贊。2006年，升任大使馆公使。2011年8月，出任中华人民共和国驻越南大使。2014年5月，接替羅照輝出任亞洲司司長。2015年12月，任外交部部长助理，主管亞洲地區、條約法律、邊界與海洋事務和領事工作。2017年8月，接替屆齡退休的武大偉兼任中國政府朝鮮半島事務特別代表。2018年1月，任外交部副部长，同月当选第十三届全国政协委员。
2019年5月30日，出任中华人民共和国驻日本大使，同時免去外交部副部長及中國政府朝鮮半島事務特別代表職務；6月7日向日本天皇德仁递交国书，正式履新。2023年2月，自日本离任回国。

## 荣誉

### 外国勋章奖章
- 友谊勋章（越南，2014年4月11日于河内颁发[11]）
- 国父真纳勋章（巴基斯坦，2019年5月13日于北京颁发[12]）